# Barnaélű őzlábgomba
A barnaélű őzlábgomba (Echinoderma hystrix) a csiperkefélék családjába tartozó, Európában honos, lomberdőkben élő, mérgező gombafaj.

## Megjelenése

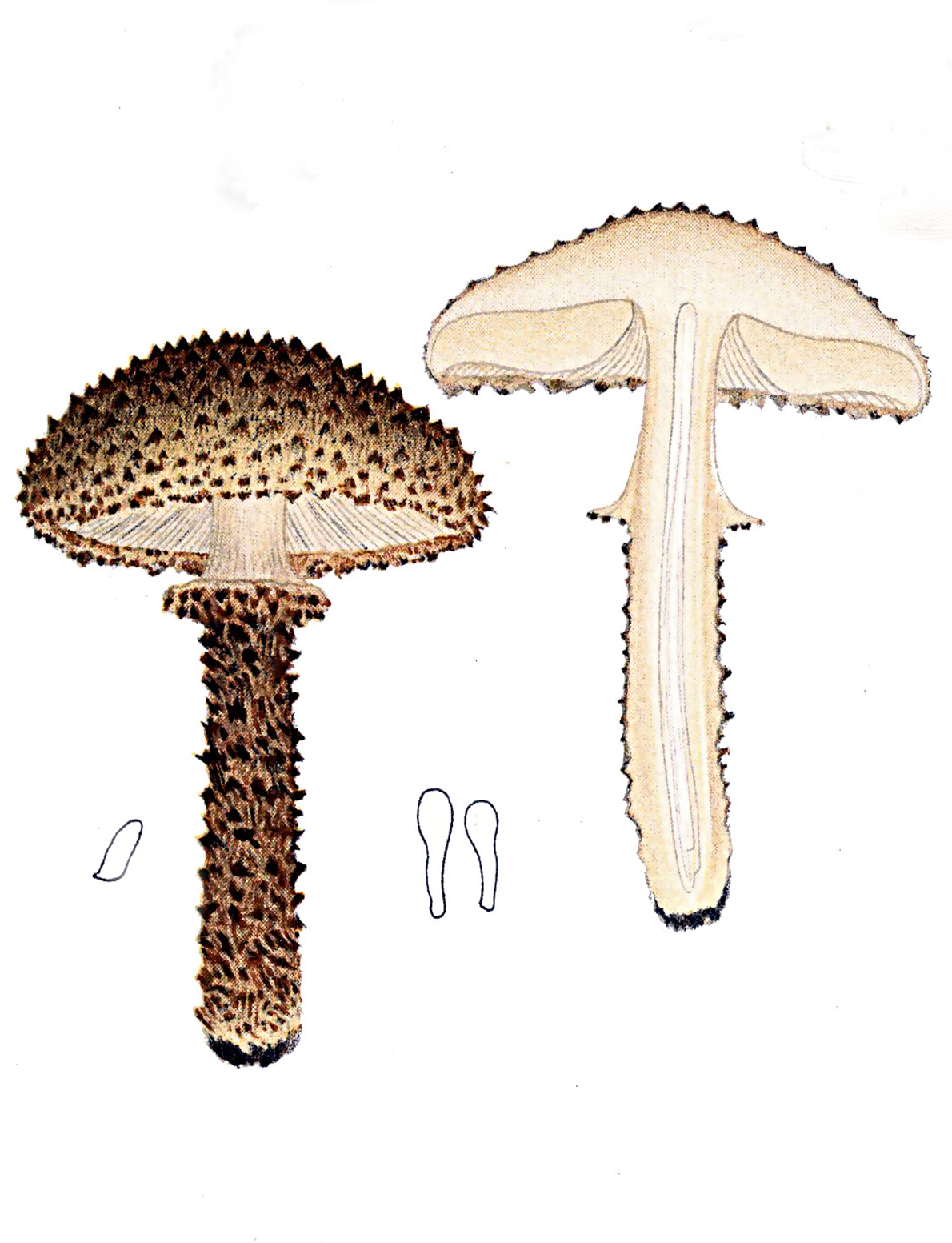

A barnaélű őzlábgomba kalapja 2-6 (8) cm széles, alakja domború, idősen közel laposan kiterül. Alapszíne fehéres, krémszínű, rajta számtalan apró, kúpos vagy szögletesen gúlaszerű, sötétbarna vagy húsbarna pikkely található. Szélén fehér burokmaradványok lehetnek.  
Húsa fehéres. Szaga kellemes, fűszeres gombaillat, íze nem jellegzetes. 	
Igen sűrű lemezei szabadon állnak, hullámos élük finoman fűrészes. Színük fiatalon fehér, később krémszínű.
Tönkje 5-9 (11) cm magas és 1-2 (2,5) cm vastag. Töve megvastagodott és fehér micéliumszövedék tapad hozzá. Színe világosbarna, a csúcsán Halványabb. A gallérzóna alatt felszínét sűrűn borítják a barna tüskék-pikkelyek.  
Spórapora fehér. A spórák mérete 5,3-6,7 x 2,2-3 µm.

### Hasonló fajok
A barnatüskés őzlábgomba, a tüskés őzlábgomba, a sündisznó-őzlábgomba, esetleg a nagy őzlábgomba hasonlít hozzá. 

## Elterjedése és termőhelye
Európában honos. 
Nedves, üde lomberdőkben él, a talajban eltemetett növényi maradványokat, korhadó fát bontja. Nyáron és ősszel terem.
Mérgező. 